# Björbo
Björbo ist eine Ortschaft (Tätort) in der Provinz Dalarnas län und der historischen Provinz Dalarna. Der Ort in der Gemeinde Gagnef liegt etwa 50 km von Borlänge und 70 km von Falun entfernt und am Riksväg 71.
Bekannteste Sehenswürdigkeit ist die Stromschnelle Fänforsen im Fluss Västerdalälven.